# Thyas honesta
Thyas honesta är en fjärilsart som beskrevs av Jacob Hübner 1806. Thyas honesta ingår i släktet Thyas och familjen nattflyn. Inga underarter finns listade i Catalogue of Life.

## Bildgalleri

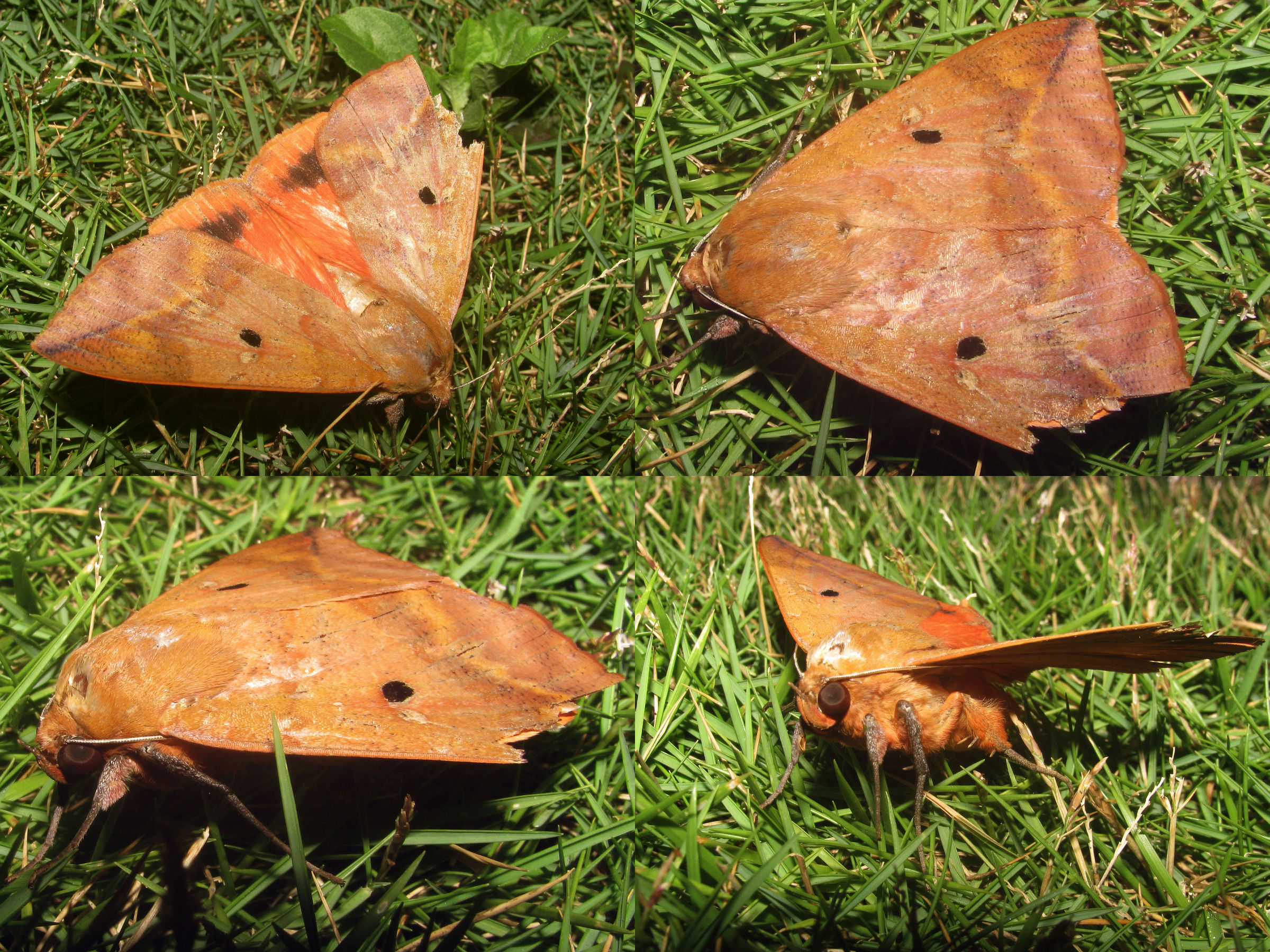